# Mailand–Sanremo 1980
Mailand–Sanremo 1980 war die 71. Austragung von Mailand–Sanremo, eines eintägigen Straßenradrennens. Es wurde am 16. März 1980 über eine Distanz von 288 km ausgetragen.
Das Rennen wurde von Pierino Gavazzi  vor Giuseppe Saronni  und Jan Raas gewonnen.

## Teilnehmende Mannschaften
| Magniflex-Olmo Gis Gelati TI-Raleigh-Creda Splendor-Admiral Boule d'Or-Sunair-Colnago | Sanson-Campagnolo Peugeor-Esso-Michelin Teka Mobili San Giacomo-Benotto La Redoute-Motobécane | Puch-Sem-Campagnolo Inoxpran Bianchi-Piaggio IJsboerke-Warncke Eis Marc-Carlos-V.R.D.-Woningbouw | Hoonved-Bottecchia Kondor-Campagnolo Vermeer-Thijs-Mini-Flat DAF Trucks-Lejeune Fosforera-Vereco-Campagnolo | Cilo-Aufina Reynolds Eurobouw–Cambio Rino Famcucine-Campagnolo Boston-IFI-Mavic |

## Ergebnis
| \| Gesamtwertung \| Gesamtwertung \| Gesamtwertung \| Gesamtwertung \| Gesamtwertung \| \| Fahrer \| Fahrer \| Land \| Team \| Zeit \| \| ------------- \| ------------------- \| ---------------------- \| -------------------------- \| --------------- \| \| 1. \| Pierino Gavazzi \| Italien \| Magniflex-Olmo \| 6 h 42 min 07 s \| \| 2. \| Giuseppe Saronni \| Italien \| Gis Gelati \| + 0 s \| \| 3. \| Jan Raas \| Niederlande \| TI-Raleigh-Creda \| + 0 s \| \| 4. \| Sean Kelly \| Irland \| Splendor-Admiral \| + 0 s \| \| 5. \| Roger De Vlaeminck \| Belgien \| Boule d'Or-Studio Casa \| + 0 s \| \| 6. \| Francesco Moser \| Italien \| Sanson-Campagnolo \| + 0 s \| \| 7. \| Jacques Bossis \| Frankreich \| Peugeot-Esso-Michelin \| + 0 s \| \| 8. \| Klaus-Peter Thaler \| Deutschland \| Teka \| + 0 s \| \| 9. \| Giuseppe Martinelli \| Italien \| Mobili San Giacomo-Benotto \| + 0 s \| \| 10. \| Alfons De Wolf \| Belgien \| Boule d'Or-Studio Casa \| + 0 s \| \| 11. \| Paul Sherwen \| Vereinigtes Königreich \| La Redoute-Motobécane \| + 0 s \| |                     |                        |                            |                 |
| |                     |                        |                            |                 |
| Quellen: ProCyclingStats Cycling Archives |                     |                        |                            |                 |
| Gesamtwertung |                     |                        |                            |                 |
| Fahrer | Fahrer              | Land                   | Team                       | Zeit            |
| 1. | Pierino Gavazzi     | Italien                | Magniflex-Olmo             | 6 h 42 min 07 s |
| 2. | Giuseppe Saronni    | Italien                | Gis Gelati                 | + 0 s           |
| 3. | Jan Raas            | Niederlande            | TI-Raleigh-Creda           | + 0 s           |
| 4. | Sean Kelly          | Irland                 | Splendor-Admiral           | + 0 s           |
| 5. | Roger De Vlaeminck  | Belgien                | Boule d'Or-Studio Casa     | + 0 s           |
| 6. | Francesco Moser     | Italien                | Sanson-Campagnolo          | + 0 s           |
| 7. | Jacques Bossis      | Frankreich             | Peugeot-Esso-Michelin      | + 0 s           |
| 8. | Klaus-Peter Thaler  | Deutschland            | Teka                       | + 0 s           |
| 9. | Giuseppe Martinelli | Italien                | Mobili San Giacomo-Benotto | + 0 s           |
| 10. | Alfons De Wolf      | Belgien                | Boule d'Or-Studio Casa     | + 0 s           |
| 11. | Paul Sherwen        | Vereinigtes Königreich | La Redoute-Motobécane      | + 0 s           |